# Muntele Tâmpa
Muntele Tâmpa este o arie protejată (arie specială de conservare — SAC, sit de importanță comunitară — SCI) din România, desemnată în scopul protejării biodiversității și menținerii într-o stare de conservare favorabilă a florei spontane și faunei sălbatice, precum și a habitatelor naturale de interes comunitar aflate în arealul zonei de protecție. Aceasta se întinde pe o suprafață de 206,5 ha, integral pe uscat.

## Localizare
Situl se întinde pe teritoriul administrativ al municipiului Brașov din județul Brașov. Centrul sitului Muntele Tâmpa este situat la coordonatele 45°38′04″N 25°35′46″E / 45.634494°N 25.596028°E.

## Înființare
Situl Muntele Tâmpa (ROSCI0120) a fost declarat sit de importanță comunitară în decembrie 2007 pentru a proteja o specie faunistică și două de plante. Acesta a fost protejat și ca arie specială de conservare în mai 2022 Arealul include rezervația naturală Tâmpa.

## Biodiversitate
Situată în ecoregiunea continentală a depresiunii Brașovului si cea alpină a masivului Postăvarul, aria protejată conține 6 habitate naturale: Tufișuri subcontinentale peri-panonice, Păduri tip Luzulo-Fagetum, Păduri medioeuropene tip Cephalanthero-Fagion, Păduri de pantă, grohotiș sau ravene cu Tilio-Acerion, Păduri dacice de fag (Symphyto-Fagion), Păduri dacice de stejar și carpen.
La baza desemnării sitului se află 4 specii faunistică aflată pe lista roșie a IUCN și 4 plante protejate la nivel european prin Directiva CE 92/43/CE din 21 mai 1992 (privind conservarea habitatelor naturale și a speciilor de faună și floră sălbatică); astfel: ursul brun (Ursus arctos), ivorașul-cu-burta-galbenă (Bombina variegata), croitorul alpin (Rosalia alpina), (Euplagia quadripunctaria); papucul doamnei (Cypripedium calceolus), mătăciune (Dracocephalum austriacum), capul șarpelui (Pontechium maculatum subsp. maculatum) și stânjenelul sălbatic (Iris aphylla ssp. hungarica).
Pe lângă speciile protejate aflate la baza desemnării sitului, pe teritoriul acestuia au mai fost identificate 38 specii din flora spontană și fauna sălbatică a României.